# Putre
Putre è un comune del nord del Cile, capoluogo della provincia di Parinacota, regione di Arica e Parinacota, denominata anche Regione XV (quindicesima). Si trova nella zona di confine tra la "precordillera andina" (fino a circa 3.800 metri sul livello del mare) e gli altipiani andini; ha una superficie di 5.903 chilometri quadrati e una popolazione complessiva di 1.977 abitanti, di cui 1.235 nel centro urbano principale (censimento 2002).
Negli ultimi anni Putre è diventata la meta di turisti e viaggiatori in quanto nel suo territorio ospita la "Riserva della biosfera Lauca" (UNESCO) della quale fanno parte:
-"Parque Nacionàl Lauca" Parco Nazionale Lauca
-"Reserva Nacionàl Las Vicuñas" Riserva Nazionale le Vigogne
-"Salar de Surire"
Putre, in aymara, significa "mormorio d'acqua". Tra le colture più famose della zona vi è quella dell'origano, il migliore del Cile.